# Lisy (Biała Piska)
Lisy (deutsch Lissen, 1938 bis 1945 Dünen) ist ein Dorf in der polnischen Woiwodschaft Ermland-Masuren, das zur Gmina Biała Piska (Stadt- und Landgemeinde Bialla, 1938 bis 1945 Gehlenburg) im Powiat Piski (Kreis Johannisburg) gehört.

## Geographische Lage
Lisy liegt im südlichen Osten der Woiwodschaft Ermland-Masuren, 23 Kilometer östlich der Kreisstadt Pisz (deutsch Johannisburg).

## Geschichte
Das nach 1785 Lyssen und bis 1938 Lissen genannte kleine Dorf wurde 1435 als Freigut mit 35 Hufen durch den Deutschen Ritterorden nach magdeburgischem Recht gegründet.
Von 1874 bis 1945 was das Dorf in den Amtsbezirk Belzonzen (1938 in „Amtsbezirk Großdorf (Ostpr.)“ umbenannt) eingegliedert, der zum Kreis Johannisburg gehörte.
114 Einwohner waren 1910 in Lissen registriert, 140 waren es im Jahre 1933. Aufgrund der Bestimmungen des Versailler Vertrags stimmte die Bevölkerung im Abstimmungsgebiet Allenstein, zu dem Lissen gehörte, am 11. Juli 1920 über die weitere staatliche Zugehörigkeit zu Ostpreußen (und damit zu Deutschland) oder den Anschluss an Polen ab. In Lissen stimmten 80 Einwohner für den Verbleib bei Ostpreußen, auf Polen entfielen keine Stimmen. Am 3. Juni (amtlich bestätigt am 16. Juli) 1938 wurde Lissen aus politisch-ideologischen Gründen der Abwehr fremdländisch klingender Ortsnamen in „Dünen“ umbenannt. Die Einwohnerzahl belief sich 1939 auf 125.
In Kriegsfolge kam das Dorf 1945 mit dem gesamten südlichen Ostpreußen zu Polen und erhielt die polnische Namensform „Lisy“. Heute ist das Dorf Sitz eines Schulzenamtes (polnisch Sołectwo) und als solches eine Ortschaft im Verbund der Stadt- und Landgemeinde Biała Piska (Bialla, 1938 bis 1945 Gehlenburg) im Powiat Piski (Kreis Johannisburg), bis 1998 der Woiwodschaft Suwałki, seither der Woiwodschaft Ermland-Masuren zugehörig. Im Jahre 2011 zählte Lisy 56 Einwohner.

## Religionen
Bis 1945 war Lissen resp. Dünen in die evangelische Kirche Bialla in der Kirchenprovinz Ostpreußen der Kirche der Altpreußischen Union sowie in die römisch-katholische Kirche Johannisburg im Bistum Ermland eingepfarrt.
Heute gehört Lisy katholischerseits zur Pfarrei Biała Piska im Bistum Ełk der Römisch-katholischen Kirche in Polen. Die evangelischen Kirchenglieder orientieren sich ebenfalls zur Stadt Biała Piska, deren Kirchengemeinde eine Filialgemeinde der Pfarrei Pisz in der Diözese Masuren der Evangelisch-Augsburgischen Kirche in Polen ist.

## Schule
Um 1750 wurde Lissen ein Schulort.

## Verkehr
Lisy liegt an einer Nebenstraße, die die Stadt Biała Piska mit dem benachbarten Powiat Ełcki (Kreis Lyck) verbindet. 